# واکنش رزنموند
واکنش رزنموند (به انگلیسی: Rosenmund reaction) که با نام کاهش رزنموند نیز شناخته می‌شود، نوعی واکنش هیدروژنه کردن است که طی آن یک آسیل کلرید به یک آلدهید کاهیده می‌شود. این واکنش در حضور کاتالیزور پالادیم و باریوم سولفات صورت می‌پذیرد. هم‌چنین این واکنش نخستین بار در سال ۱۹۱۸ میلادی توسط شیمیدان آلمانی کارل ویلهلم رزنموند کشف و توصیف گردید.

## مطالعه بیشتر
- A. I. Rachlin, H. Gurien, and D. P. Wagner (1988), "Aldehydes from Acid Chlorides by modified Rosenmund Reduction: 3,4,5-Trimethoxybenzaldehyde", Org. Synth.{{citation}}:  نگهداری یادکرد:نام‌های متعدد:فهرست نویسندگان (link); Coll. Vol., 6: 1007 {{citation}}: Missing or empty |title= (help)
- Saytzeff, M. (1873). "Ueber die Einwirkung des vom Palladium absorbirten Wasserstoffes auf einige organische Verbindungen". Journal für Praktische Chemie. 6 (1): 128–135. doi:10.1002/prac.18730060111.